# Плимут (Индијана)
Плимут (енгл. Plymouth) град је у америчкој савезној држави Индијана.

## Демографија
По попису из 2010. године број становника је 10.033, што је 193 (2,0%) становника више него 2000. године.
| Група             | 2000.         | 2010.         |
| Белци             | 8.151 (82,8%) | 7.740 (77,1%) |
| Афроамериканци    | 62 (0,6%)     | 94 (0,9%)     |
| Азијати           | 49 (0,5%)     | 46 (0,5%)     |
| Хиспаноамериканци | 1.475 (15,0%) | 2.004 (20,0%) |
| Укупно            | 9.840         | 10.033        |